# Anarchizm metodologiczny
Anarchizm metodologiczny – teoria Paula Feyerabenda, która zamyka się w sformułowaniu wszystko wolno (ang. anything goes). Feyerabend postulował, żeby z badań naukowych usunąć wszelkie ograniczenia metodologiczne, co miało być najlepszą drogą prowadzącą do postępu nauki w ogóle. Przekonanie, że nauka rozwija się według stałych i powszechnych reguł zostaje uznane za nierealistyczne i zgubne – szkodliwe dla samej nauki, bo czyniące ją mniej elastyczną a bardziej dogmatyczną.
Z czasem Feyerabend zaczął określać siebie jako dadaistę, mówiąc, że anarchizm jest zbyt poważny, dadaizm zaś życie traktuje lekko, a dadaista gotów jest eksperymentować nawet w obszarach, gdzie eksperymenty zdają się nie wchodzić w rachubę – jego zdaniem gotowość do nieskrępowanego eksperymentowania powinna być cechą naukowca.
Zanim ukazał się polski przekład książki Paula K. Feyerabenda, Przeciw metodzie, gdzie anything goes oddawane jest jako „nic świętego”, termin ten tłumaczono jako „wszystko ujdzie”, „wszystko jest dopuszczalne”, „wszystko wolno”, „wszystko może się przydać”.